# NGC 7359
NGC 7359 في الفهرس العام الجديد، هي مجرة، تقع في كوكبة الدلو. اكتشفت في 14 يوليو 1885 بواسطة فرانسيس بريسيرفد ليفنوورث.

## روابط خارجية
- NGC 7359 على موقع ويكي سكاي: DSS2, SDSS, GALEX, IRAS, Hydrogen α, X-Ray, Astrophoto, Sky Map, Articles and images